# Луговський (Кувандицький міський округ)
Луговськи́й (рос. Луговской) — селище у складі Кувандицького міського округу Оренбурзької області, Росія.

## Населення
Населення — 6 осіб (2010; 96 у 2002).
Національний склад (станом на 2002 рік):
- казахи — 90 %